# He Fell in Love with His Mother-in-Law
He Fell in Love with His Mother-in-Law è un cortometraggio muto del 1913 diretto da Bert Angeles, tratto da un soggetto di Page Spencer.

## Produzione
Il film fu prodotto dalla Vitagraph Company of America.

## Distribuzione
Distribuito dalla General Film Company, il film - un cortometraggio di 200 metri - uscì nelle sale cinematografiche statunitensi il 28 agosto 1913. Nelle proiezioni, veniva programmato con il sistema dello split reel, accorpato in un'unica bobina con un altro cortometraggio prodotto dalla Vitagraph, il documentario Quaint Singapore.